# Kfar Malal
Kfar Malal (tiếng Hebrew: כפר מל"ל) là một moshav thuộc hạt Quận Trung, Israel. Kfar Malal thuộc thẩm quyền quản lý của Hội đồng vùng Drom HaSharon. Ariel Sharon, mười một thủ tướng của Israel, người sinh ra ở đó. Dân số tháng 12 năm 2012 là 1,322 người.